# Alienoid : L'Affrontement
Ne doit pas être confondu avec Alienoïds.
Série
Alienoid : Les Protecteurs du futur
(2022)
Pour plus de détails, voir Fiche technique et Distribution.
Alienoid : L'Affrontement (hangeul : 외계+인 2부 ; hanja : 外界+人 2部 ; RR : Oegye+in 2bu ; litt. « Extraterrestre + Humain 2e partie ») est un film sud-coréen réalisé par Choi Dong-hoon et sorti en 2024.
Il s'agit de la suite du film Alienoid : Les Protecteurs du futur du même réalisateur, sorti en 2022.

## Fiche technique
Sauf indication contraire ou complémentaire, les informations mentionnées dans cette section peuvent être confirmées par la base de données KMDb
- Titre original : 외계+인 2부
- Titre français : Alienoid : L'Affrontement
- Réalisation : Choi Dong-hoon
- Scénario : Choi Dong-hoon et Lee Gi-cheol
- Musique : Jang Young-gyu
- Décors : Lee Ha-joon et Ryoo Seong-hee
- Costumes : Cho Sang-gyeong
- Photographie : Kim Tae-gyeong
- Son : Cho Ye-jin
- Montage : Sin Min-gyeong
- Production : Ahn Soo-hyun et Choi Dong-hoon
- Production exécutive : Kim Sung-min
- Société de production : Caper Film
- Société de distribution : CJ ENM
- Pays de production :  Corée du Sud
- Format : couleur - 2,39:1
- Genre : action, aventure, fantasy, science-fiction
- Durée : 122 minutes
- Dates de sortie :
  - Corée du Sud : 10 janvier 2024
  - France : 28 août 2024

## Distribution
- Ryu Jun-yeol : Moo-reuk
- Kim Tae-ri : Lee Ahn
- Kim Woo-bin : le gardien
- Yum Jung-ah : Heuk-seol
- Jo Woo-jin : Cheong-woon
- Kim Eui-sung : Ja-jang
- Lee Hanee : Min Gae-in

## Accueil

### Sorties
Alienoid : L'Affrontement sort le 10 janvier 2024, en Corée du Sud, aux formats IMAX, 4DX et ScreenX (en), dans 1 388 salles.
En France, il sort le 28 août suivant.

### Accueil critique
En France, le site Allociné propose une moyenne de 3,1⁄5, d'après l'interprétation de 12 critiques de presse.